# Allocosa guianensis
Allocosa guianensis är en spindelart som först beskrevs av Lodovico di Caporiacco 1947.  Allocosa guianensis ingår i släktet Allocosa och familjen vargspindlar.
Artens utbredningsområde är Guyana. Inga underarter finns listade i Catalogue of Life.